# Jorge Hübner Bezanilla
Jorge Alfredo Hübner Bezanilla (Petrópolis, Brasil, 30 de octubre de 1892-Santiago de Chile, 16 de marzo de 1964) fue un abogado y poeta chileno.

## Biografía
Hijo de Carlos Luis Hübner Bermúdez y Teresa Bezanilla Rojas. Realizó sus estudios jurídicos en Ecuador, titulándose en ese país.
Sus primeros poemas aparecieron en Prosa y verso (1909), publicado en conjunto con textos en prosa de Hernán Díaz Arrieta (Alone). Sirvió en distintos cargos diplomáticos y administrativos. En 1932 se desempeñó como director del diario La Nación.
Tras su muerte, Hernán Díaz Arrieta (Alone) publica en 1966 una amplia selección de sus poemas: Poesías (Santiago, Nascimento), en las que Hübner da testimonio de una religiosidad en conflicto con el amor terreno. Los brazos abiertos de la amada -que parecen conducir al olvido de Dios- trazan "una inmensa cruz de sombra sobre el mundo".
Según Carlos René Correa a Hübner "cierto panteísmo lo asedia, mientras vigoriza la poesía de su verdad interior, de su soledad" 

## Obras
- Prosa y verso, en colaboración con Hernán Díaz Arrieta, 1909.
- La teoría de Einstein. París, 1921.
- Vivir. 1922
- Poesía. Antología 1966.